# Реакционные аппараты
Реакционные аппараты — это устройства с перемешивающим механизмом, используемые для проведения процессов суспендирования и диспергирования. Они состоят из корпуса, кольцевой теплообменной камеры, насоса и встроенного кожухотрубчатого теплообменника с циркуляционной трубкой, внутри которой расположено винтовое устройство и цилиндрическая вставка.

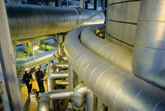
Реакционные аппараты

## Назначение
Реакционные аппараты создают многоходовой циркуляционный поток, повышают эффективность работы теплообменных конструкций, интенсифицируют процесс перемещения, расширяют диапазон по минимальному коэффициенту заполнения. Их сфера применения: химическая, медицинская, нефтехимическая и другие отрасли промышленности.

## Виды
Различают:
- реакционные аппараты колонного типа. В них процесс циркуляции жидкости осуществляется в самой системе;
- реакционные абсорбционные аппараты тарельчатого типа. В них необходимый объём жидкости обеспечивается уровнем её на тарелке;
- реакционные аппараты насадочного типа. В них только часть жидкости находится в системе циркуляции. Чтобы обеспечить достаточный её объём, используется многократная циркуляция[3].

## Принцип работы
Ёмкость реакционного аппарата с перемешивающим устройством заполняется до уровня, на котором расположен насос, позволяющий в рабочем режиме осуществлять эффективную циркуляцию любой интенсивности через теплообменник, тем самым, создавая оптимальные условия для теплообмена. Шиберное устройство, отвечающее за процесс регулирования циркуляции, обеспечивает подачу в секционную реакционную камеру с заданной скоростью реакционной массы. Второй компонент реакции подается в последующую или нижнюю секции реакционной камеры по отдельным трубам.

## Актуальные проблемы и их решение
Используемое химическое реакционное оборудование работает не экономично, с его помощью невозможно произвести корректные и точные измерения, в результате чего добиться высокой эффективности технологических производственных процессов и минимизировать содержание примесей при сохранении низкой себестоимости конечной продукции невозможно.
Данные проблемы можно решить за счет автоматизации процессов и корректировки в управлении ими. Также для эффективной автоматизации процессов и их безопасности необходимо обеспечить точный мониторинг основных параметров технологических процессов.